# Federaal territorium
Een federaal territorium of federaal gebied is een gebied dat behoort tot een federale staat, zonder dat het tot het grondgebied van een van de deelstaten behoort.
Een federaal territorium wordt in beginsel bestuurd door de federale overheid, maar in vrijwel alle gevallen heeft de federatie bij wet een bestuurslichaam ingesteld waaraan een deel van het bestuur wordt opgedragen. De autonomie is meestal niet grondwettelijk verankerd en kan vaak eenzijdig door de federale staat worden teruggedraaid of ingeperkt.
De wijze waarop de bevolking in het federale parlement wordt vertegenwoordigd kan sterk verschillen. In sommige territoria wordt de bevolking op dezelfde wijze vertegenwoordigd als de bevolking in de deelstaten. In andere territoria heeft de bevolking in het geheel geen stemrecht op federaal niveau.
Federale territoria kunnen voormalige kolonies of zeer dunbevolkte, vaak afgelegen, gebieden zijn die (voorlopig) niet in staat worden geacht om als volwaardige deelstaat aan de federatie deel te nemen.

## Federaal hoofdstaddistrict
In veel gevallen bevat een federaal territorium het grondgebied van de nationale hoofdstad. Deze hoofdstaddistricten zijn vaak ingesteld met de gedachte dat de hoofdstad op neutraal terrein moet liggen, zodat geen enkele deelstaat wordt voorgetrokken of achtergesteld. Dergelijke hoofdstaddistricten komen vooral voor bij federaties in Azië en Noord- en Zuid-Amerika.
In Europa komen federale hoofdstaddistricten en andere federale territoria niet voor. Wel vormt de hoofdstad van een federatie vaak een eigen deelstaat. Voorbeelden daarvan zijn de deelstaten Berlijn (Duitsland) en Wenen (Oostenrijk) en het Brussels Hoofdstedelijk Gewest (België).

## Lijst van federale territoria

### Argentinië

#### Hoofdstaddistrict
- Buenos Aires

In 1994 werd Buenos Aires een 'ciudad autónoma' (autonome stad) en heeft sindsdien een status die vrijwel gelijk is aan die van de provincies van Argentinië.

#### Voormalige gebieden
In het verleden heeft Argentinië meerdere nationale territoria ('territorios nacionales') gekend. In 1990 werd het laatste territorium Vuurland, Antarctica en Zuid-Atlantische eilanden de 23e provincie van Argentinië.

### Australië

#### Hoofdstaddistrict
- Australian Capital Territory

Zelfbestuur sinds 1988 op grond van de Australian Capital Territory (Self-Government) Act 1988.

#### Overige gebieden
- Jervisbaaiterritorium
- Noordelijk Territorium
- Australisch Antarctisch Territorium
- Ashmore- en Cartiereilanden
- Christmaseiland
- Cocoseilanden
- Heard en MacDonaldeilanden
- Koraalzee-eilanden
- Norfolk

#### Voormalige territoria
- Territorium Papoea (1906-1949)
- Territorium Nieuw-Guinea  (1920-1949)
- Territorium Papoea en Nieuw-Guinea (1949-1975)
- Central Australia (1927-1931)
- North Australia (1927-1931)

### Brazilië

#### Hoofdstaddistrict
- Distrito Federal

Hoewel een federaal district in naam, is het in feite een (gewone) deelstaat en gemeente in een.

#### Voormalige gebieden
Tijdens de Tweede Wereldoorlog werden in Brazilië zes federale territoria ('territórios federais') gevormd. In 1988 werd het laatste nog bestaande territorium Fernando de Noronha toegevoegd aan het grondgebied van de deelstaat Pernambuco.

### Canada
- Northwest Territories
- Nunavut
- Yukon

### Duitse Keizerrijk
- Elzas-Lotharingen

### India

#### Hoofdstaddistrict
- Delhi

#### Overige gebieden
Deze gebieden worden 'unieterritoria' genoemd:
- Andamanen en Nicobaren
- Chandigarh
- Dadra en Nagar Haveli
- Daman en Diu
- Laccadiven
- Puducherry

### Maleisië

#### Hoofdstaddistricten
- Kuala Lumpur
- Putrajaya (regeringszetel)

#### Overig gebied
- Labuan

### Mexico

#### Hoofdstaddistrict
- Ciudad de México

Vanaf de jaren negentig heeft het federaal district (meer) zelfbestuur gekregen. 

#### Voormalige gebieden
In het verleden heeft Mexico meerdere federale territoria gekend. In 1974 werden de laatste territoria (Quintana Roo en Baja California Sur) deelstaten van Mexico.

### Nigeria

#### Hoofdstaddistrict
- Federal Capital Territory

### Pakistan

#### Hoofdstaddistrict
- Hoofdstedelijk Territorium Islamabad

#### Overige gebieden
- Federaal Bestuurde Stamgebieden

### Venezuela

#### Hoofdstaddistrict
- Distrito Capital

#### Overige gebieden
- Dependencias Federales

### Verenigde Staten

#### Hoofdstaddistrict
- District of Columbia

Washington D.C. kent enige vorm van zelfbestuur sinds 1973 op grond van de District of Columbia Home Rule Act.

#### Overige gebieden
Onderstaande gebieden zijn zogenoemde 'unincorporated territories', wat inhoudt dat ze qua federale wetgeving niet als integraal onderdeel van de VS worden beschouwd.
- Amerikaanse Maagdeneilanden
- Amerikaans-Samoa
- Guam
- Noordelijke Marianen
- Puerto Rico
- Kleine afgelegen eilanden van de Verenigde Staten

#### Voormalige gebieden
Veel staten in het westen van de VS waren aanvankelijk federale territoria waarin de federale wetgeving integraal van toepassing was, de zogenoemde 'organized incorporated territories'. Sinds 1959, toen Hawaii de 50e staat van de VS werd, bestaat dit type territorium niet meer. Dergelijke territoria met een artikel op Wikipedia zijn:
- Arizonaterritorium (1863-1912)
- Coloradoterritorium (1861-1876)
- Noordwestterritorium (1787-1803)
- Oregonterritorium (1848-1859)
- Utahterritorium (1850-1896)
- Washingtonterritorium (1853-1889)